# Premi Oscar 1932
La 5ª edizione della cerimonia di premiazione dei Premi Oscar si è tenuta il 18 novembre 1932 al Fiesta Room dell'Hotel Ambassador di Los Angeles. Il conduttore della serata è stato il presidente dell'Academy Conrad Nagel.

## Vincitori e candidati
Vengono di seguito indicati in grassetto i vincitori. Ove ricorrente e disponibile, viene indicato il titolo in lingua italiana e quello in lingua originale tra parentesi.

### Miglior film
- Grand Hotel, regia di Edmund Goulding
- L'allegro tenente (The Smiling Lieutenant ), regia di Ernst Lubitsch
- Bad Girl, regia di Frank Borzage
- Il campione (The Champ), regia di King Vidor
- Five Star Final, regia di Mervyn LeRoy
- Un'ora d'amore (One Hour with You), regia di George Cukor e Ernst Lubitsch
- Un popolo muore (Arrowsmith), regia di John Ford
- Shanghai Express, regia di Josef von Sternberg

### Miglior regia
- Frank Borzage - Bad Girl
- Josef von Sternberg - Shanghai Express
- King Vidor - Il campione (The Champ)

### Miglior attore
- Wallace Beery - Il campione (The Champ) (ex aequo)
- Fredric March - Il dottor Jekyll (Dr. Jekyll and Mr. Hyde) (ex aequo)
- Alfred Lunt - The Guardsman

### Migliore attrice
- Helen Hayes - Il fallo di Madelon Claudet (The Sin of Madelon Claudet)
- Marie Dressler - Ingratitudine (Emma)
- Lynn Fontanne - The Guardsman

### Miglior sceneggiatura
- Edwin J. Burke - Bad Girl
- Percy Heath e Samuel Hoffenstein - Il dottor Jekyll (Dr. Jekyll and Mr. Hyde)
- Sidney Howard - Un popolo muore (Arrowsmith)

### Miglior soggetto originale
- Frances Marion - Il campione (The Champ)
- Lucien Hubbard - The Star Witness
- Grover Jones e William Slavens McNutt - Cuore d'amanti (Lady and Gent)
- Adela Rogers St. Johns e Jane Murfin - A che prezzo Hollywood? (What Price Hollywood?)

### Miglior fotografia
- Lee Garmes - Shanghai Express
- Ray June - Un popolo muore (Arrowsmith)
- Karl Struss - Il dottor Jekyll (Dr. Jekyll and Mr. Hyde)

### Miglior scenografia
- Gordon Wiles - Transatlantico (Transatlantic)
- Richard Day - Un popolo muore (Arrowsmith)
- Lazare Meerson - A me la libertà (A nous la liberté)

### Miglior sonoro
- Paramount Publix Studio Sound Department
- Metro-Goldwyn-Mayer Studio Sound Department
- RKO Radio Studio Sound Department
- Warner Bros. - First National Studio Sound Department

### Miglior cortometraggio commedia
- La scala musicale (The Music Box), regia di James Parrott
- The Loud Mouth, regia di Del Lord
- Scratch-As-Catch-Can, regia di Mark Sandrich
- Stout Hearts and Willing Hands, regia di Bryan Foy

### Miglior cortometraggio novità
- Wrestling Swordfish, regia di Gene Towne
- Screen Souvenirs
- Swing High, regia di Jack Cummings

### Miglior cortometraggio d'animazione
- Flowers and Trees, regia di Burt Gillett
- Mi ha preso ancora! (It's Got Me Again!), regia di Rudolf Ising
- Gli orfani di Topolino (Mickey's Orphans), regia di Burt Gillett

## Premi speciali

### Oscar onorario
- Walt Disney per aver creato il personaggio Topolino.